# Sitsajärvet
Sitsajärvet är ett antal varandra näraliggande sjöar i Kiruna kommun:
- Sitsajärvet (Jukkasjärvi socken, Lappland, 753667-174313), sjö i Kiruna kommun, 67°49′16″N 21°34′51″Ö / 67.8212°N 21.5808°Ö
- Sitsajärvet (Jukkasjärvi socken, Lappland, 753683-174257), sjö i Kiruna kommun, 67°49′20″N 21°34′13″Ö / 67.8223°N 21.5703°Ö (5,8 ha)
- Sitsajärvet (Jukkasjärvi socken, Lappland, 753700-174158), sjö i Kiruna kommun, 67°49′30″N 21°33′13″Ö / 67.8249°N 21.5536°Ö (12,8 ha)